# Hugo León Ferrer
Hugo León Ferrer (Quibdó, 10 de dezembro de 1955) é um ator e produtor de televisão mexicano.

## Filmografia
- Diablo guardián (2014)
- La viuda negra (2014)
- La virgen de la calle (2013/14)
- La madame (2013)
- Tres Caínes (2013)
- Las Bandidas (2013)
- ¿Quién eres tú? (2012/13)
- Flor salvaje (2011/12)
- La reina del sur (2011)
- Los herederos del Monte (2011)
- Ojo por ojo (2010/11)
- La diosa coronada (2010)
- El clon (2010)
- Bella calamidades (2009/10)
- Victorinos (2009/10)
- Niños ricos, pobres padres (2009)
- Doña Bárbara (2008/09)
- Sin senos no hay paraíso (2008/09)
- La traición (2008)
- Victoria (2007/08)
- Madre luna (2007)
- Sin vergüenza (2007)
- Zorro, la espada y la rosa (2007)
- Amores de mercado (2006)
- La tormenta (2005/06)
- La mujer en el espejo (2004/05)
- Te voy a enseñar a querer (2004/05)
- Pasión de gavilanes (2003/04)
- La venganza (2002/03)
- Luzbel está de visita (Adrián está de visita) (2001/02)
- Amantes del desierto (2001)
- Rauzán (2000)
- La caponera (1999/2000)
- Divorciada (1999)
- La sombra del arco iris (1998)
- Yo amo a Paquita Gallego (1997-99)
- La mujer en el espejo (1997)
- Dos mujeres (1997)
- La viuda de Blanco (1996/97)
- María Bonita (1995)
- Las aguas mansas (1994/95)
- Dulce ave negra (1993/94)
- En cuerpo ajeno (1992/93)